# 圣安得烈十字

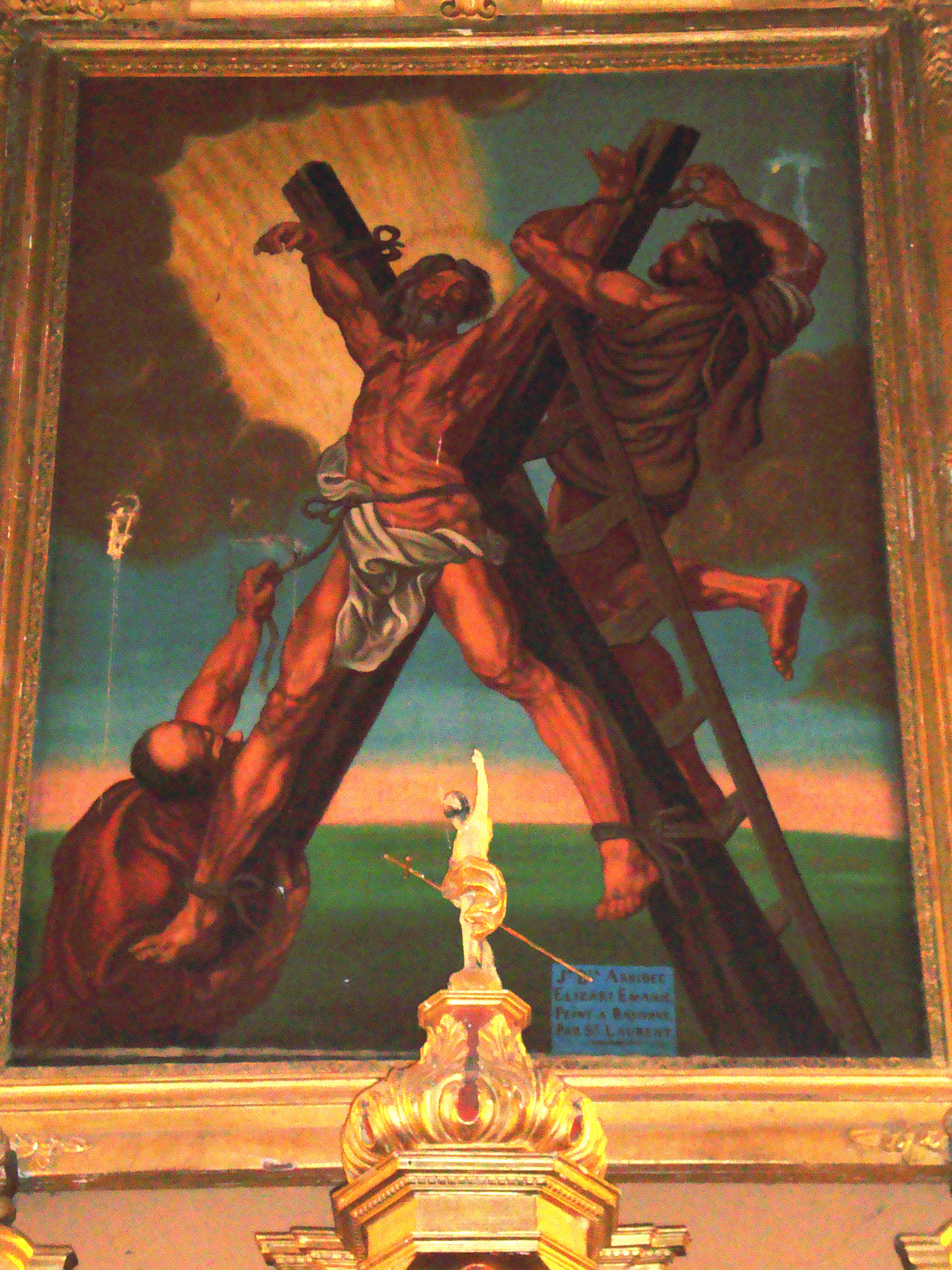
安得烈殉道

圣安得烈十字是呈X形的十字符號，相傳耶穌門徒安得烈被釘在X形十字架殉道，故而得名。蘇格蘭國旗、牙買加國旗、俄羅斯海軍旗幟及不少其他旗幟或紋章均以此符號組成。

## 旗幟和徽章

含有圣安得烈十字的徽章样式

蘇格蘭國旗又稱作圣安得烈十字，是藍底襯白色十字。按傳統，旗幟代表圣安得烈，相傳他在帕特雷殉道時被釘在X形十字架上。
不少其他旗幟，尤其是與蘇格蘭和俄羅斯有關的旗幟（因為圣安得烈是其主保聖人），都以圣安得烈十字及藍白兩色為主調。俄羅斯皇家海軍（1696年－1917年）及俄羅斯海軍（1991年－現在）的軍旗是白底襯藍色交叉十字。在1707年聯合法案以前，蘇格蘭皇家海軍使用紅底圣安得烈十字旗幟。
加拿大的徽章及旗幟使用白底襯藍交叉十字（新斯科舍曾是蘇格蘭殖民地）。西班牙的特內里費島和哥倫比亞共和國的島則使用藍底襯十字旗幟。
蘇格蘭旗幟是組成英國國旗的三個十字其中之一，其餘兩個為代表英格蘭的圣乔治十字及代表愛爾蘭的聖博德十字。
不少其他旗幟採納了圣安得烈十字的設計，例如牙買加國旗、邦聯旗。其他旗幟還包括阿拉巴馬州州旗、佛羅里達州州旗、澤西島旗、格林纳达國旗等。

### 旗幟圖集
- 蘇格蘭國旗
- 蘇格蘭皇家海軍（英语：Scots Army）紅船旗
- 牙買加國旗
- 俄羅斯海軍軍旗
- 俄羅斯國民聯盟（英语：Russian National Union）旗幟
- 纳什旗帜
- 白俄羅斯國境守衛旗
- 白俄罗斯边防国家委员会主席旗帜
- 新斯科細亞省旗
- 日本稅關關旗（1871年－1873年）
- 國際信號旗中的字母M，或「本船已完全停下」

### 徽章圖集
- 新斯科舍省徽
- 艾滕斯海姆市徽

## 其他用途

### 訊號

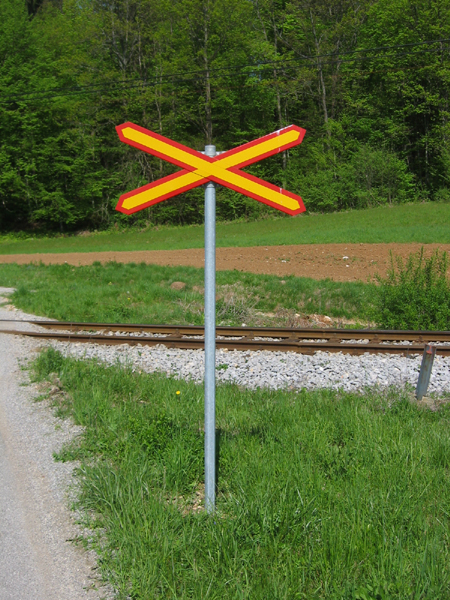
交通符號，表示列車會經過道路

在英國鐵路訊號中，藍底白色圣安得烈十字（或黑底黃色十字）表示「取消」，通知列車司機可以不用理會自動列車警報裝置先前發出的警告。

### BDSM
在BDSM中，圣安得烈十字形狀的用具十分普遍。

## 參閱
- 叉号
- 紋章學
- 十字架